# 穴丝荠属
穴丝荠属（学名：Coelonema）是十字花科下的一个属，为多年生矮小草本植物。该属仅有穴丝荠（Coelonema draboides）一种，分布于中国甘肃。